# 叙利亚美国医学会
叙利亚裔美国医学会（英語：Syrian American Medical Society，简称SAMS）是一个非营利、非政治性的专业组织，代表了数千名在美国的叙利亚裔美国医疗专业人员，为有需要的叙利亚人提供人道主义援助。自叙利亚冲突开始以来，SAMS一直支持叙利亚的野战医院、诊所和手术中心，同时通过支付工资和提供培训来协助叙利亚医生、护士和卫生工作者。
SAMS已派遣叙利亚裔美国医务人员前往叙利亚、约旦和土耳其执行医疗任务，并向叙利亚运送了医疗设备和其他人道主义援助。SAMS还为邻国的叙利亚难民提供心理社会支持和医疗社会服务。2014年，SAMS报告称为140多万有需要的叙利亚人提供了支持。

## 历史
SAMS成立于1998年，是叙利亚裔美国医生的专业协会。该协会为其成员提供网络、教育、文化和专业服务，并通过医疗任务、会议和慈善工作帮助他们与叙利亚保持联系。1999年，SAMS主办了第一届年会，并于2002年开始向叙利亚派遣医疗任务。2010年，SAMS启动了一项远程医疗项目，并创办了《阿维森纳医学杂志》。
2011年，叙利亚内战爆发时，SAMS扩大了其服务范围，以满足叙利亚日益增长的医疗需求。2011年，他们向土耳其派遣了第一个医疗任务，为叙利亚难民提供护理。SAMS开始赞助野战医院和救护车，培训和支付叙利亚医务人员的工资，并向叙利亚运送医疗设备和其他人道主义援助。他们还支持周边国家的项目，为逃离冲突的叙利亚人提供医疗和心理社会支持。该组织扩大了规模，在黎巴嫩、约旦和华盛顿特区增加了办事处，以帮助满足叙利亚的医疗需求 根据其年度报告，SAMS目前在叙利亚经营着94家医疗机构，治疗了140万名患者。
截至2015年11月，SAMS在美国佛罗里达州、加利福尼亚州、印第安纳州、俄亥俄州、俄克拉荷马州、密歇根州、德克萨斯州、威斯康星州、西弗吉尼亚州、匹兹堡、费城、华盛顿特区、三州地区、新英格兰、中西部和西北部有19个分会。

## 叙利亚项目
自2011年冲突爆发以来，SAMS一直为叙利亚境内的叙利亚人和逃离该国的人提供医疗服务。SAMS与联合国合作，帮助在叙利亚境内运送医疗用品、药品、设备和财政支持。2014年，他们向叙利亚边境运送了67个医疗集装箱。[需要引用]他们向有需要的地区提供包括抗生素、麻醉剂和止痛药在内的药品，以及血袋、手术器械、X光机、手套和基本实验室试剂盒等医疗用品。SAMS还为其医疗设施的救护车提供燃料、司机激励和物资预算支持。SAMS为叙利亚境内的透析中心、牙科诊所、重症监护室、流动诊所和妇产科提供支持。
SAMS为叙利亚的医生提供远程医疗项目，使当地医务人员能够获得美国SAMS成员的咨询和支持。
SAMS支持的野战医院一直是俄罗斯空袭的目标。
SAMS支持的野战医院是报告治疗化学武器袭击受害者的医院之一。
SAMS作为脊髓灰质炎控制工作组的一部分，帮助140多万叙利亚儿童接种了脊髓灰质炎疫苗。

## 约旦项目
SAMS在约旦的Al Zaatari难民营运营着最大的医疗设施，并为首都安曼的难民组织社会工作者和心理学家的家访。SAMS每年多次组织医疗团前往该诊所。

## 黎巴嫩方案
SAMS在的黎波里和贝卡谷地经营着2家牙科诊所。2015年2月，SAMS从美国向黎巴嫩运送了第一个医疗集装箱，为8家医疗机构提供服务。
2014年，28名SAMS志愿者参加了4次前往黎巴嫩的医疗任务，包括一次专门的牙科任务。SAMS经营着2家多专科诊所，为各种疾病提供免费治疗。贝卡谷地诊所贝卡谷地，提供内科、妇产科、儿科、普通外科、物理治疗、牙科护理、骨科、x射线、超声波、精神病学、眼科、泌尿科和基础实验室工作。该诊所平均每月治疗4000名患者。的黎波里诊所提供初级保健、儿科、牙科、妇产科、骨科、血液学、x射线、基础实验室工作和透析治疗，每月治疗6500人。
SAMS在贝卡谷地赞助了一个心理社会项目，为叙利亚难民提供心理护理。SAMS支持的的黎波里手术中心进行了2233次手术。

## 土耳其方案
SAMS在土耳其难民营及其周边地区经营牙科诊所。 2015年教堂山枪击案夺去了牙科学生Deah Barakat和Yusor Abu Salha的生命，为纪念他们而涌入的捐款使SAMS能够帮助在土耳其开设更多的牙科诊所，其中一家以他们的名字命名。
2012年，SAMS开始在土耳其培训叙利亚医务人员。该计划侧重于先进的重症监护技能，如创伤护理、基于性别的暴力识别、专科护理、初级保健和护士培训。
2014年8月，SAMS开始与世界卫生组织、联合国儿童基金会和联合国人口基金合作开展跨境业务。 SAMS帮助向叙利亚的国内流离失所者营地和医疗设施运送物资。

## 倡导
SAMS倡导在叙利亚冲突期间保护平民和医疗中立。它与130个非政府组织一起参加了#WithSyria运动，以表明国际社会对增加对叙利亚的人道主义援助和加强平民保护的支持。SAMS已在联合国安理会美国众议院外交事务委员会  就2015年3月的氯气袭击事件作证。2015年10月，SAMS在纽约与医生促进人权组织举行了一场“安乐死”活动，以示对叙利亚医护人员的声援。